# Peter Riek

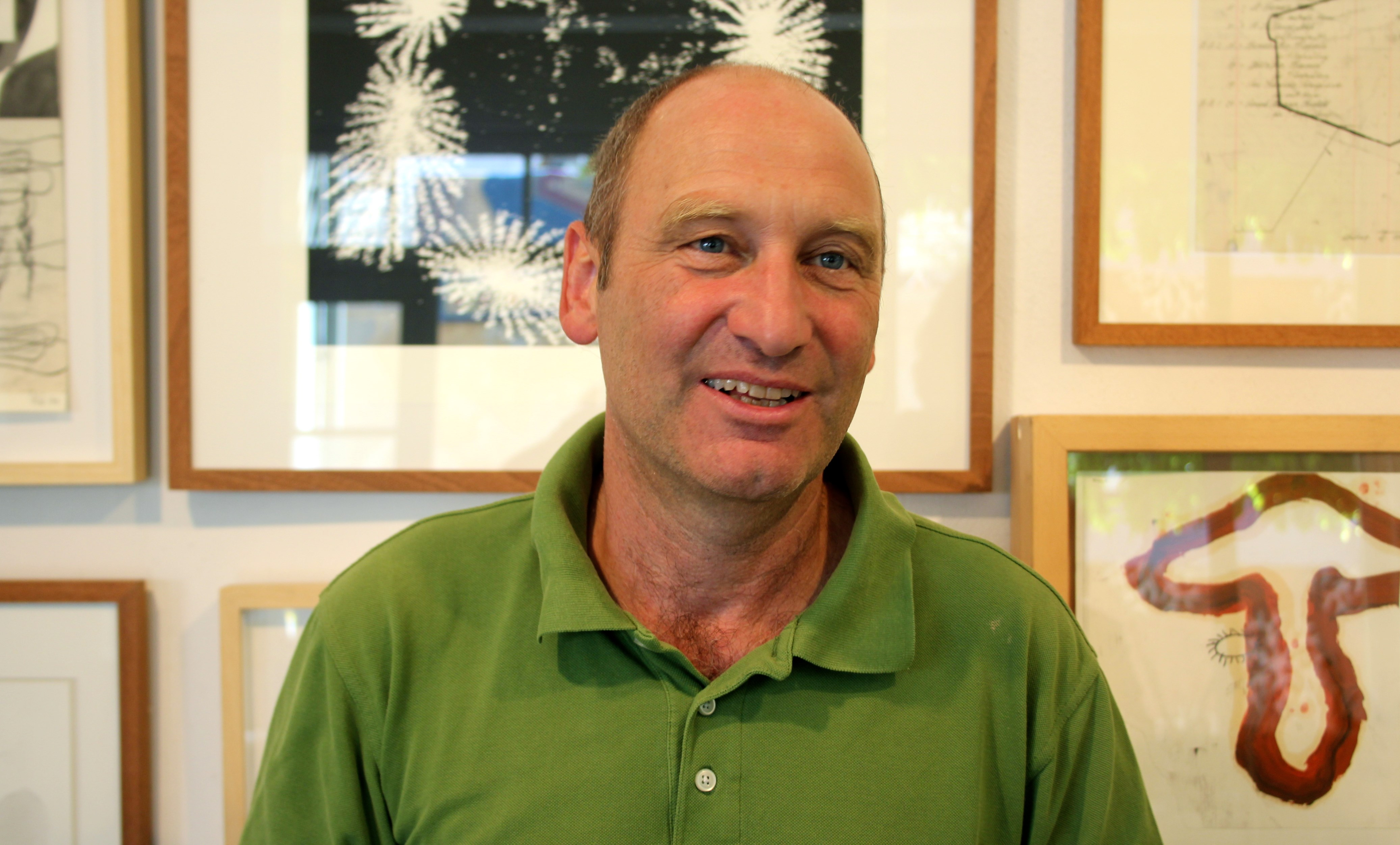
Peter Riek

Peter Riek (* 5. März 1960 in Heilbronn) ist ein deutscher Zeichner und Maler.

## Leben
Nach Kindheit und Jugend in Schluchtern bei Heilbronn beginnt Peter Riek nach dem Abitur 1979 das Studium an der Akademie der Bildenden Künste Stuttgart, bei den Professoren Moritz Baumgartl, Christoff Schellenberger und Rudolf Schoofs. Zusätzlich studiert er von 1982 bis 1984 Geografie an der Universität Stuttgart. Im Anschluss führt ihn der Zivildienst an den Bodensee. Hier findet er zur Galerie Vayhinger, die ihn für einige Monate als artist-in-residence aufnimmt und seitdem vertritt. Vor der freiberuflichen Laufbahn absolviert er noch das Referendariat und das zweite Staatsexamen. Größere Auslandsstipendien führen ihn jeweils für ein halbes Jahr nach Straßburg, Paris, Budapest und Basel, wo er beginnt Werkgruppen zu erarbeiten, die mit den Orten seines Aufenthaltes verknüpft sind, wie etwa „Totendisko“ zum ‚Basler Totentanz‘ und „Reise zu Matthias“ zum ‚Isenheimer Altar‘ in Colmar.
Während zu Beginn seiner Karriere einzelne grafische Komponenten nur im Zusammenhang mit pastoser Malerei auftreten, wendet sich Riek über die Jahre zunehmend ganz der Zeichnung zu.
Peter Riek lebt und arbeitet in Heilbronn.

## Künstlerisches Schaffen
Peter Riek widmet sein künstlerisches Schaffen der Zeichnung. Dabei ist Zeichnung hier weniger zu verstehen als das rasche Skizzieren und lose Gestalten schneller Gedanken auf einem Blatt Papier. Vielmehr ist Zeichnung dem Künstler ein universelles Medium, um über die Kürze und Vergänglichkeit des Lebens – nicht allein des menschlichen – nachzudenken.

„Es sind labile, vergängliche, nicht selten den räumlichen Kontext miteinbeziehende Zeichnungen, mit Kreide verfertigt, und daher nur von kurzer Dauer, vergänglich, verletzbar, Wind und Wetter schutzlos ausgesetzt.“

Deutlich wird diese Thematik nicht nur in Motiven wie Knochen und Schädel, sondern auch darin, dass der Künstler die Materialien der Zeichnung selbst als vergängliche inszeniert. „Die brüchige Linie allein birgt schon eine Zerbrechlichkeit und somit die Vergänglichkeit in sich.“ sagt Riek. Dabei bedeutet das Zeichnen als eine Technik des Mitschreibens und Dokumentierens für Riek durchaus auch ein Anarbeiten gegen die Zerstörung allen Lebens in der Zeit.

„Ohne die Dokumentationsarbeit würden die (temporären) Arbeiten verloren gehen.“

 Zeichnerisch experimentierend zwischen den Extremen des Wachsens und Bewahrens einerseits, des Vergehens und Verwehens andererseits treibt der Zeichner die Zeichnung über die zweite Dimension hinaus und erobert für sich auch nicht-zeichnerische Materialien wie Eisen und Textilien sowie den architektonischen Raum.
Allerdings beschäftigt sich Peter Riek während seines Studiums (1982–84) bei dem Zeichner Rudolf Schoofs zunächst intensiv mit der Malerei, die er noch bis Ende der 1980er Jahre verfolgt. Erst ab 1988 entstehen die ersten Straßenzeichnungen, die unter dem Sammelbegriff „Zeichnung draußen“ bis heute eine große Rolle im Werk des Künstlers spielen. Er zeichnet mit Kreide rasch vergängliche Zeichnungen auf Asphalt und dokumentiert sie fotografisch.
Diese Dokumentationen können Ausgangspunkte für Siebdrucke, Glasbilder und andere Transformationen werden. Sie sind oftmals Grundlage für weiterführende Installationen. Seit 1990 entwickelt sich im Schaffen des Künstlers ein abstrakt organisches Formenvokabular in Gestalt floraler und mikrobiologischer Strukturen; eine Formensprache, die sich bis heute weiter verändert. Riek bedient sich hierbei fast ausschließlich einer schwarzen Ölpastellkreide als Zeichenmedium. Gleichzeitig entstehen Zeichnungen in einer Art Durchdruckverfahren mit geschwärztem Papier. In den 2000er Jahren zeigt der Künstler raumbezogene Installationen mit Zeichnungen. Oft wird die Wahrnehmungssituation vor Ort selbst thematisiert. Zur selben Zeit entstehen erste Eisenzeichnungen, die eigentlich zweidimensional, jedoch durch Verschachtelungen und die Distanz zur Wand als Zeichnungen im Raum zu bezeichnen sind. Sie finden verschiedene Anwendungen bei Kunst-am-Bau-Projekten. Das Interesse am Verhältnis der Zeichnung zum Raum begründet Kooperationen mit Architekten. Es entstehen Projekte für verschiedene Bauwerke, vom Hotel bis zu Autobahnlärmschutzwällen.
Ab 2005 beschäftigt sich Peter Riek mit Zeichnungen von Psychiatrie-Erfahrenen, Kinderzeichnungen sowie der Art Brut. Es sind Werke, die man als Monumente für Gescheiterte und Außenseiter verstehen kann. Beispielhaft hierfür sind Arbeiten und Installationen zu Barbara Suckfüll aus der Sammlung Prinzhorn, Heidelberg.
Um 2010 erweitert der Künstler seine Beschäftigung mit der Zeichnung um weitere Techniken, wie z. B. Wand- und Teppichzeichnungen. Er berührt damit die Grenzen der Zeichnung und führt sie in ungewohnte Gebiete über sich hinaus.
Eine schwere Krankheit 2011 bewirkt eine Änderung der Thematik im Schaffen Peter Rieks. Er widmet sich von nun an verstärkt biografischen Sujets.

## Ausstellungen

### Einzelausstellungen (Auswahl)
- 1993: St. John’s Arts Centre, Listowel, Irland
- 1995: Royal Albert Memorial Museum, Exeter
- 1996: Mannheimer Kunstverein
- 1997: Kloster Maulbronn
- 1998: Pena Nationalpalast und Goethe Institut Lissabon
- 1999: kx Kunst auf Kampnagel Hamburg
- 2000: Morat-Institut für Kunst und Kunstwissenschaft Freiburg
- 2003: Centre d'Art Contemporain André Malraux Colmar
- 2007: Hans-Thoma-Gesellschaft / Kunstverein Reutlingen
- 2009: Sammlung Prinzhorn Heidelberg
- 2011: Stiftung Bartels Basel
- 2012: Reuchlinhaus, Kunstverein Pforzheim
- 2013: Kunstmuseum Singen
- 2014: Galerie Stihl Waiblingen
- 2015: Städtische Galerie Aalen

### Ausstellungsbeteiligungen (Auswahl)
- 1987: „Kunstpreis Junger Westen“, Recklinghausen
- 2003: „Boxenstopp“, Städt. Museen Heilbronn
- 2004: „Kunststiftung Baden-Württemberg“, Landesvertretung Baden-Württemberg in Berlin
- 2006: „Ankäufe des Landes Baden-Württemberg 2001–2005“ Im Prediger, Schwäbisch Gmünd
- 2009: „SingenKunst09“, Kunstmuseum Singen
- 2010: „Biennale der Zeichnung“, Kunstverein Eislingen
- 2010: „Fremde Heimat“, Kunsthalle Mannheim
- 2011:„Hamlet Syndrom“, Kunstverein Marburg
- 2011: „Von Kirchner bis heute – Künstler reagieren auf die Sammlung Prrinzhorn“, Heidelberg
- 2012: “Zeichnung expansiv” Kunstverein Ettlingen Wilhelmshöhe
- 2013: „Prinzengarten“, Landesgartenschau Sigmaringen
- 2016: „Sein.Antlitz. Körper“ Projekt von Alexander Ochs Berliner Dom, Synagoge etc.

### Kunst im öffentlichen Raum (Auswahl)
- 1997: Pauluskirche Bietigheim
- 1998: Eberwinhalle, Obereisesheim
- 1999: 1. und 2. Preis beim Stadtplanungswettbewerb Freiburg mit Architekturbüro Wohnhaas&Wohnhaas Ludwigsburg
- 2004: Le Méridien, Wien
- 2006: Autobahnkreuz Bulach, 1. Preis für Kunst und Architektur
- 2006: Hotel Mandarin Oriental Prag
- 2006: Audi Entwicklungszentrum Neckarsulm
- 2009: Kurhaus Bad Mergentheim
- 2011: Kilianshaus Heilbronn
- 2012: Finanzamt Waldshut-Tiengen, Kunstkommission Land Baden-Württemberg
- 2013: Christuskirche Heilbronn
- 2013: Landesgartenschau Sigmaringen
- 2014* Hotel Intercontinental Davos (Architektur Matteo Thun)

### Arbeiten in öffentlichen Sammlungen (Auswahl)
- Regierungspräsidium Baden-Württemberg
- Landtag Baden-Württemberg
- Kultusministerium Stuttgart
- Staatsgalerie Stuttgart
- Städt. Museen Heilbronn
- Morat-Institut für Kunst und Kunstwissenschaft Freiburg
- Staatl. Kunsthalle Karlsruhe

## Auszeichnungen
- 1985: Stipendium der Kunststiftung Baden-Württemberg
- 1988: Landesgraduiertenstipendium
- 1989: Stipendium der Stadt Kirchheimbolanden
- 1992: Kulturstiftung Marcel Hicter, Brüssel
- 1998: Stipendium des Kunstmuseums Kartause Ittingen, Schweiz
- 2001: Stipendium des Landes Baden-Württemberg für die Region Elsass
- 2002: Cité Internationale des Arts, Paris
- 2003: Gastatelier Berlin der Kunststiftung Baden-Württemberg in Berlin
- 2006: Budapest-Stipendium des Landes Baden-Württemberg
- 2010/2011: Stiftung Bartels Fondation, Basel
- 2014: Kunstpreis der VR-Bank Aalen